# Retrato de Ramón Satué
El Retrato de Ramón Satué es una pintura de Francisco de Goya realizada en 1823. Representa a Ramón Satué, juez del Tribunal Supremo.
En 2011, los conservadores del Rijksmuseum de Ámsterdam que lo alberga descubrieron mediante una nueva técnica de rayos X, que este retrato podría haber sido, originalmente, un retrato de José Bonaparte, que el pintor habría cubierto por temor a represalias.

## Contexto
Francisco de Goya pintó este retrato en Madrid, poco antes de abandonar España por Francia, al año siguiente.
Ramón Satué era sobrino de José Duaso y Latre, a quien Goya realizó igualmente un retrato en agradecimiento por haberlo albergado en el apogeo de la represión antiliberal. Satué fue juez del Tribunal Supremo (más exactamente, por entonces la Sala de Alcaldes de Casa y Corte), una plaza que ocupó hasta 1820. Ello llevó a un problema en la datación de la obra: efectivamente, parecía poco lógico que Goya hubiera representado a Satué en un cargo que ya no ocupaba desde hacía tres años. Los especialistas especularon sobre una falsificación de la fecha cambiando el «0» por el «3», tanto más cuanto que el retrato se parece fuertemente al de Tiburcio Pérez Cuervo realizado en 1820.
Sin embargo, finalmente se admite que la pintura es de 1823, manteniendo como verdadera la inscripción del cuadro escrita abajo a la izquierda: «D. Ramon Satue / Alcalde d [e] corte / Pr Goya en 1823» o sea «Don Ramón Satué, Alcalde de Casa y Corte, por Goya en 1823».
Se ha sugerido, sobre todo por el conde de la Viñaza, que Goya pintó este retrato y el de Duaso y Latre durante su estancia con este último, durante la feroz represión llevada a cabo contra los liberales, pero se sabe gracias a Sánchez Cantón que estuvo escondido de enero a mayo de 1824, lo que invalida esta teoría.

## Descripción
Ramón Satué aparece de pie, hasta medio muslo, orientado de tres cuartos. Viste un traje de casa negro con chaleco rojo y camisa blanca con el cuello muy abierto. Está despeinado y tiene las manos en los bolsillos del pantalón, lo que era considerado en aquellos tiempos como una actitud viril que expresaba confianza en sí mismo. Goya ha concentrado sin embargo toda la expresividad del sujeto en la cara, que tiene una mirada intensa casi desafiante.
El fondo es grisáceo y totalmente plano. La paleta de colores, muy limitada, solo se ve reforzada por el rojo del chaleco.

## Conservación

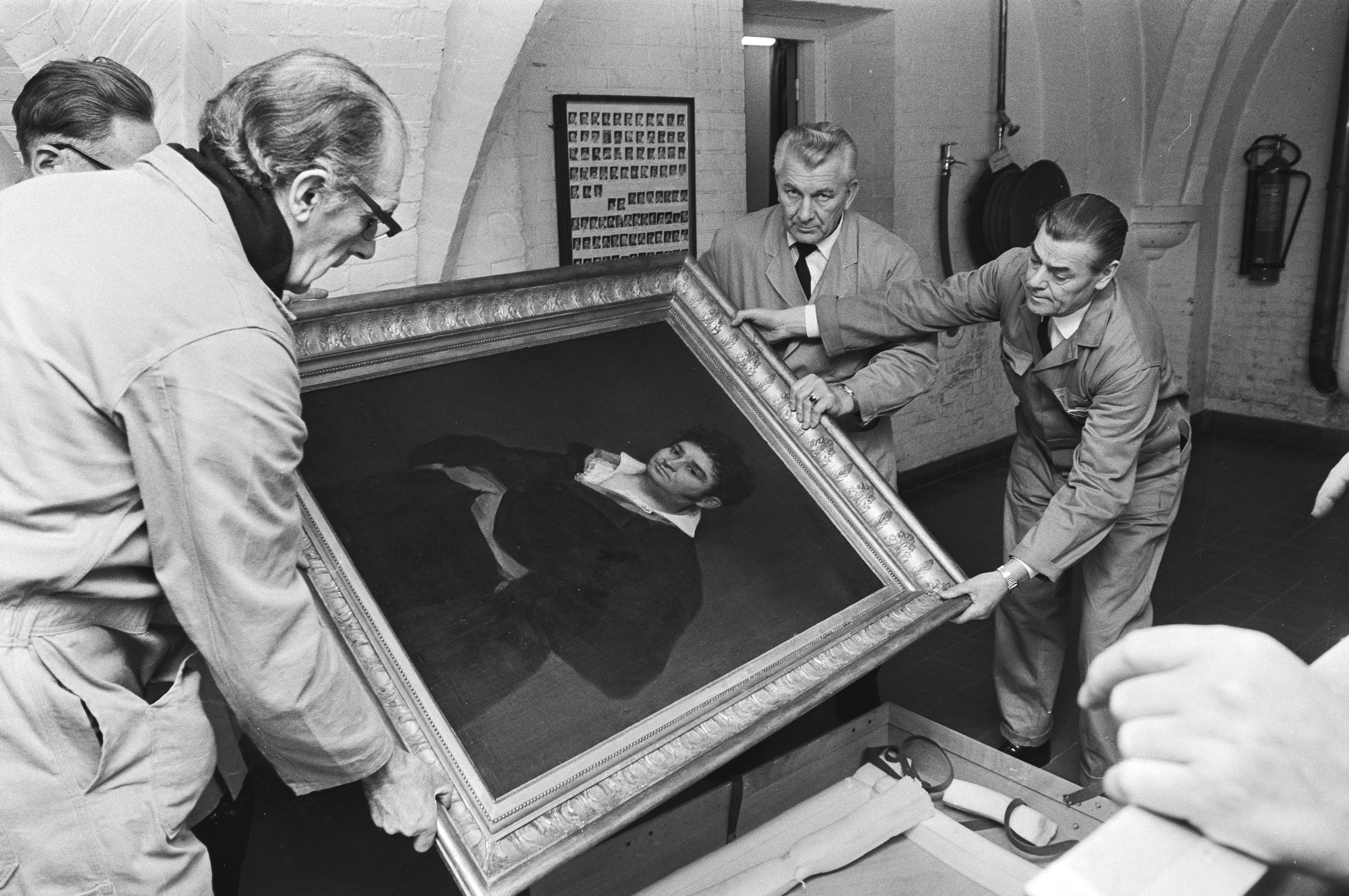
El cuadro de Goya de regreso al Rijksmuseum de Ámsterdam en 1970. Fotografía de Joost Evers.

El cuadro, traído de Madrid a París para una subasta en Drouot en 1890, fue adquirido por el Rijksmuseum de Ámsterdam en 1922. Es el único cuadro de Goya conservado en un museo de los Países Bajos.

## El retrato escondido
Si bien los especialistas ya sospechaban que había una composición diferente bajo este retrato del juez Satué, los universitarios Joris Dik (de la Universidad Técnica de Delft) y Koen Janssens (de la Universidad de Amberes) desarrollaron una tecnología de rayos X a elevada intensidad y la aplicaron al cuadro. Reveló que debajo había un retrato de un alto funcionario francés: un general o el mismo José Bonaparte, una información que se deduce de las medallas presentes sobre el pecho. Habría sido pintado hacia 1810 (entre 1808 y 1813, es decir las fechas de la Guerra de la Independencia Española). Joris Dik interpreta la voluntad de Goya así:

"Goya, como sabemos, logró sobrevivir en ambas situaciones políticas: el traspaso de España a Francia y su regreso a los españoles... después de 1820 [un retrato así] podría haber sido peligroso. Por eso creemos que sobrepintó encima un retrato con la figura que se ve ahora, porque este cuadro data de 1823.

## Anexos